# Magneville
Magneville és un municipi francès situat al departament de la Manche i a la regió de Normandia. L'any 2007 tenia 269 habitants.

## Demografia

### Població
El 2007 la població de fet de Magneville era de 269 persones. Hi havia 98 famílies de les quals 36 eren unipersonals (18 homes vivint sols i 18 dones vivint soles), 22 parelles sense fills, 33 parelles amb fills i 7 famílies monoparentals amb fills.
La població ha evolucionat segons el següent gràfic:
Habitants censats

### Habitatges
El 2007 hi havia 148 habitatges, 105 eren l'habitatge principal de la família, 22 eren segones residències i 21 estaven desocupats. 142 eren cases i 5 eren apartaments. Dels 105 habitatges principals, 90 estaven ocupats pels seus propietaris, 14 estaven llogats i ocupats pels llogaters i 2 estaven cedits a títol gratuït; 1 tenia una cambra, 12 en tenien dues, 20 en tenien tres, 24 en tenien quatre i 48 en tenien cinc o més. 80 habitatges disposaven pel capbaix d'una plaça de pàrquing. A 44 habitatges hi havia un automòbil i a 51 n'hi havia dos o més.

### Piràmide de població
La piràmide de població per edats i sexe el 2009 era:
| Homes | Edats   | Dones |
| ----- | ------- | ----- |
| 0     | 95 o +  | 0     |
| 0     | 90 a 94 | 12    |
| 4     | 85 a 89 | 4     |
| 0     | 80 a 84 | 4     |
| 12    | 75 a 79 | 8     |
| 4     | 70 a 74 | 16    |
| 8     | 65 a 69 | 4     |
| 12    | 60 a 64 | 0     |
| 0     | 55 a 59 | 4     |
| 12    | 50 a 54 | 12    |
| 4     | 45 a 49 | 0     |
| 4     | 40 a 44 | 0     |
| 12    | 35 a 39 | 8     |
| 16    | 30 a 34 | 12    |
| 8     | 25 a 29 | 12    |
| 16    | 20 a 24 | 0     |
| 20    | 15 a 19 | 4     |
| 8     | 10 a 14 | 24    |
| 4     | 5 a 9   | 8     |
| 16    | 0 a 4   | 12    |

## Economia
El 2007 la població en edat de treballar era de 160 persones, 115 eren actives i 45 eren inactives. De les 115 persones actives 111 estaven ocupades (67 homes i 44 dones) i 4 estaven aturades (1 home i 3 dones). De les 45 persones inactives 16 estaven jubilades, 11 estaven estudiant i 18 estaven classificades com a «altres inactius».

### Ingressos
El 2009 a Magneville hi havia 120 unitats fiscals que integraven 277 persones, la mediana anual d'ingressos fiscals per persona era de 15.740 €.

### Activitats econòmiques
Dels 7 establiments que hi havia el 2007, 1 era d'una empresa de construcció, 2 d'empreses de comerç i reparació d'automòbils, 1 d'una empresa de transport, 1 d'una empresa de serveis, 1 d'una entitat de l'administració pública i 1 d'una empresa classificada com a «altres activitats de serveis».
L'únic servei als particulars que hi havia el 2009 era una lampisteria.
L'any 2000 a Magneville hi havia 27 explotacions agrícoles que ocupaven un total de 828 hectàrees.

## Equipaments sanitaris i escolars
El 2009 hi havia una escola elemental integrada dins d'un grup escolar amb les comunes properes formant una escola dispersa.

## Poblacions més properes
El següent diagrama mostra les poblacions més properes.